# Brie-sous-Chalais
Brie-sous-Chalais é uma comuna francesa na região administrativa da Nova Aquitânia, no departamento de Charente. Estende-se por uma área de 10,34 km². Em 2010 a comuna tinha 156 habitantes (densidade: 15,1 hab./km²).